# Kit DesLauriers
Kit DesLauriers, née en 1969 à Albany, est une skieuse américaine. Elle est la première à skier sur les sept sommets de la liste de Richard Bass.